# کریس کلیرمونت
کریس کلیرمونت (انگلیسی: Chris Claremont؛ زادهٔ ۲۵ نوامبر ۱۹۵۰) یک نویسنده، و پدیدآور اهل ایالات متحده آمریکا است.
وی بیشتر برای همکاریش با مارول کامیکس و خلق کاپیتان بریتانیا، اکسکالیبر، جهش‌یافتگان جدید، مردان-اکس غیرطبیعی، روگ، اما فراست، گامبیت شناخته می‌شود. وی همچنین به همراه جیم لی، ولورین را خلق کرده‌است که بنابر رکوردهای جهانی گینس پرفروش‌ترین کتاب کمیک تاریخ است.